# こせん
こせん（こせん、本名：いわさき まさひろ、1950年4月1日 - ）は、フリーのラジオパーソナリティ。
元KBS京都ディレクター。元郵便局長。大阪府出身。別名「岩崎正美」

## 来歴・人物
既婚、1女あり。京都府在住。血液型A型。75.8kg（2019年9月時点）。喫煙者。
大阪市北区天神橋筋で生まれる。同志社香里高等学校、同志社大学法学部法律学科卒業（68年度生）。
ⅮSB「同志社学生放送局」を経て、アナウンサー採用試験を受け、近畿放送（現京都放送）に入社し、ラジオ番組のディレクターとして活動。鈴木美智子、やしきたかじん、笑福亭鶴瓶、島田紳助、板東英二などの番組を担当。宝塚歌劇団57期生（高校の時）、ピンク・ピクルスと交際。女子アナウンサー岡本裕美（現岩崎裕美 NPO法人京小町踊り子隊プロジェクト代表理事、京都市観光おもてなし大使）と2年半の交際を経て結婚。新婚旅行（初夜）はハワイ。1978年1月、娘が生まれる。
ディレクター業と併行して、ラジオ番組のパーソナリティとしても活動するようになる。1988年3月24日近畿放送を退社。跡を継ぎ、世襲制特定郵便局長に就任。2011年3月、定年を待てずに郵便局を辞めスペイン旅行に妻と行く。
宝塚ファン。特に、花總まりの大ファン。好きな組は雪組と星組。
桂文珍「88文珍デー」皆勤賞。
中日ドラゴンズファン。元は阪神ファンだったが、板東英二と知り合い中日ファンに。
脚フェチ、胸フェチ。
好みのディスコは、サマンサ、カルチェラタン。

## 出演番組
- Ai＆Kosen(あいとこせん)のアン・ドゥ・トロワ （月曜 20:30 - 21:00、KBS京都ラジオ、2016年10月3日 - ）

## 過去の出演番組
- ハイヤングKYOTO (第一期)（KBS京都ラジオ）桂文珍
- こせんのおしゃべりディレクター→こせんのおしゃべり郵便局長（KBS京都ラジオ）
- 男と女のおしゃべりナイト（KBS京都ラジオ）梶浦梶子 アシスタント：初代 蜷川久美子（ホリイプランニング）、2代目 加登有為子、3代目 関口まい、4代目 小山浩子、5代目 大八木文香
- 諏訪あいの夢見る宝塚（月曜 20:30 - 21:00、KBS京都ラジオ、1996年4月3日 - 2016年9月25日）諏訪あい 当初は水曜24:00～